# ريتشارد إنجل
ريتشارد إنجل (بالإنجليزية: Richard Engel)‏ هو صحفي أمريكي، ولد في 16 سبتمبر 1973 في نيويورك في الولايات المتحدة.

## وصلات خارجية
- ريتشارد إنجل على موقع IMDb (الإنجليزية)
- ريتشارد إنجل على موقع إن إن دي بي (الإنجليزية)
- ريتشارد إنجل على موقع قاعدة بيانات الفيلم (الإنجليزية)
- ريتشارد إنجل على موقع كينوبويسك (الروسية)